# Antonow An-148
Die Antonow An-148 ist ein zweistrahliges Regionalverkehrsflugzeug, das vom ukrainischen Flugzeughersteller Antonow entwickelt wurde und als Grundlage für die An-148-Familie (An-148, An-158, An-168, An-178) dient.

## Geschichte
Die Entwicklung des Typs begann 2001 mit dem Ziel, ein modernes und wirtschaftliches Regionalflugzeug als Ersatz für die veralteten, noch aus der Sowjetunion stammenden Flugzeugtypen Tupolew Tu-134 und Jakowlew Jak-42 zu entwickeln. Als Basis des Entwurfes diente die Antonow An-74 TK-300. Die ursprüngliche Entwicklungskennung lautete Antonow An-74-400, wurde später dann zu Antonow An-174, bevor man sich für die endgültige Bezeichnung An-148 entschied. Der Erstflug des Prototyps fand am 17. Dezember 2004 statt. Die Zulassung durch die ukrainischen Behörden und das Zwischenstaatliche Luftfahrtkomitee der Gemeinschaft Unabhängiger Staaten (GUS) erfolgte am 26. Februar 2007. Eine erste Absichtserklärung wurde bereits im Oktober 2002 von Volga-Dnepr Airlines unterzeichnet. Es folgten weitere Bestellungen, unter anderem von Aerosvit.
Die Serienproduktion sollte eigentlich im Jahr 2007 beginnen, wurde jedoch bis Mitte 2009 immer weiter verschoben. Die An-148 wurde zunächst sowohl in Kiew bei Awiant (Serinij Sawod Antonow, die für Serienproduktion zuständige Abteilung von Antonow) als auch im zu OAK gehörenden Woronescher Flugzeugwerk in Russland hergestellt. AeroSvit hatte 10 Exemplare des Typs bestellt und übernahm im März 2009 eine der beiden Vorserienmaschinen. Am 28. Juli 2009 fand die Vorführung des ersten Serienflugzeugs vor potenziellen Kunden in Woronesch statt. Mittlerweile war die Serienproduktion bei VASO in Woronesch angelaufen. Am 21. Dezember 2009 nahm der Erstkunde Rossija den Liniendienst mit dem Muster auf. Seit Jahresbeginn 2012 setzte Rossija die An-148 auf der Strecke St. Petersburg–Wien ein.
Am 28. April 2010 hatte die verlängerte Version An-158 ihren Erstflug. Für diese Maschine lagen bis November 2013 20 Bestellungen vor. Als bisher einzige Fluggesellschaft setzt Cubana diesen Typ ein.
Nachdem am 21. November 2013 Höhentests mit der An-158 auf den Flughäfen von Latakunga (2800 m) in Ecuador und La Paz (4000 m) in Bolivien abgeschlossen wurden, wird eine Musterzulassung vorbereitet.
Am 26. Dezember 2019 wurde die Vorserienmaschine, Seriennummer 01-01, Registrierung UR-NTA, versteigert. Der Startpreis betrug 7,4 Mio. US-$. Weiteres ist nicht bekannt.

## Zusammenarbeit und Bruch mit Russland
Im Jahr 2012 erklärte die Rossija-Muttergesellschaft Aeroflot, die 6 bestehenden Optionen auf diesen Flugzeugtyp nicht umwandeln zu wollen.

2014 begann der Russisch-Ukrainische Krieg.
Dementsprechend stieg Antonow 2015 aus dem ukrainisch-russischen Joint Venture UAC-Antonov aus.
Im April 2015 suspendierte Rossija alle Flüge mit ihren sechs An-148W, Grund waren mangelnde Wirtschaftlichkeit des Flugzeugtyps und unzureichende Unterstützung durch den Triebwerkshersteller.
Die letzte in Woronesch gebaute Maschine absolvierte dort ihren Erstflug am 17. Oktober 2018 und war für die russischen Luftstreitkräfte bestimmt. Mit 35 Exemplaren wurden in Woronesch mehr gebaut als bei Antonow in der Ukraine.
Im Juli 2018 unterzeichneten Antonow und die Boeing-Tochter Aviall ein Abkommen zum An-1X8-Next-Programm. Das amerikanische Unternehmen soll nach Beendigung der Zusammenarbeit mit Russland den Bau überarbeiteter Versionen von An-148, An-158 und An-178 ermöglichen.

## Konstruktion und Technik
Die Antonow An-148 ist ein Schulterdecker, der von zwei Turbofantriebwerken des Typs Iwtschenko Progress D-436 angetrieben wird. Das Leitwerk ist als T-Leitwerk ausgelegt. Die robuste Auslegung ermöglicht es, dass das Flugzeug ohne Probleme auch von Flughäfen mit unbefestigten Start- und Landebahnen bzw. Flughäfen mit schlechter Ausstattung aus operieren kann. Die Maschine verfügt über eine APU und eine klimatisierte Druckkabine. In dieser finden pro Reihe bis zu fünf Passagiere Platz, maximal können 92 Passagiere transportiert werden. Die Auslegung und Struktur der Tragflächen und des Rumpfs nehmen Anleihen an dem Transportflugzeug Antonow An-72. Die An-148 verfügt über ein Glascockpit und eine Fly-by-Wire-Steuerung.

## Versionen

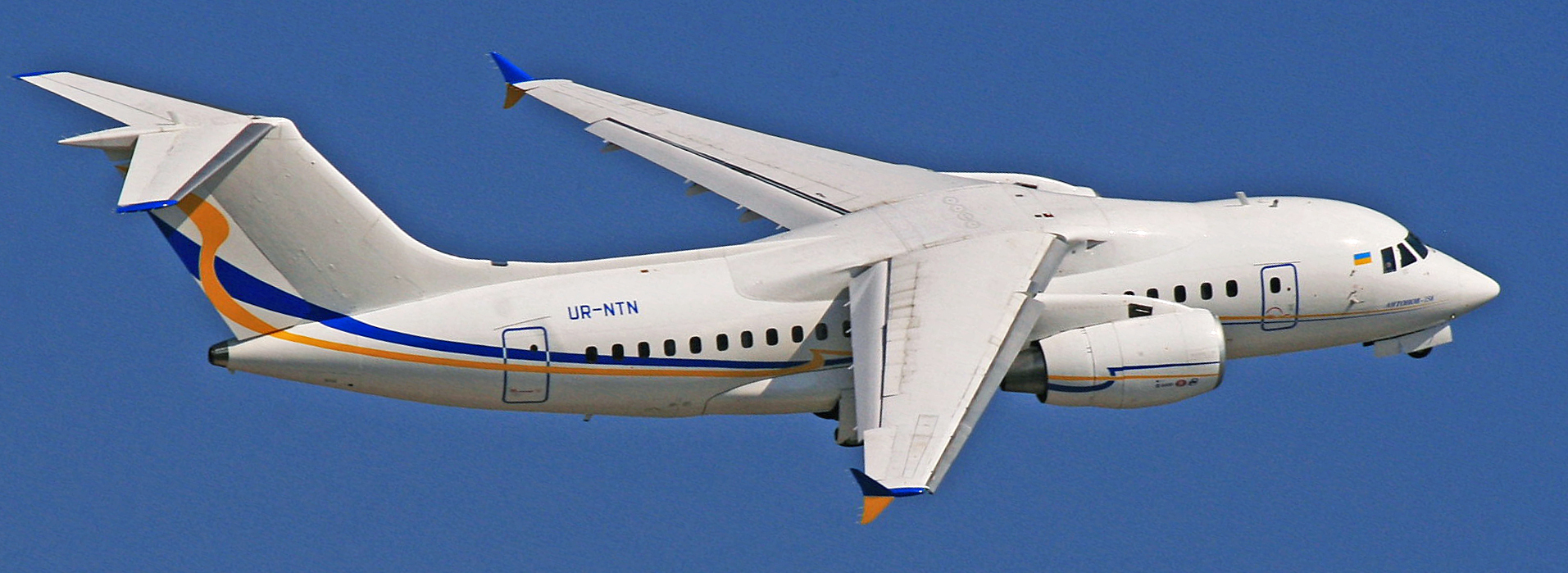
An-158 auf der MAKS 2011

Die An-148-100A ist die Grundversion für 80 Passagiere mit einer Reichweite von bis zu 2.200 km. Mit dem größeren Sitzabstand für insgesamt 75 Passagiere sowie den zusätzlichen Treibstofftanks der An-148-100W steigt die Reichweite auf bis zu 3.600 km; dies kann zusätzlich durch die Version E noch einmal auf 4400 km erhöht werden. Die Version EA ist im Drei-Klassen-Layout mit einer VIP-Lounge ausgelegt. Maximal können 89 Passagiere befördert werden (92 bei der An-148-201, kleinster Sitzreihenabstand, 28 Zoll). Eine Frachtversion als An-148S-100 (mit seitlicher Frachtluke) bzw. als An-148T (mit Heckrampe) ist ebenfalls lieferbar.
Eine verlängerte Version, die (ehemalige) An-148-200, für bis zu 99 Passagiere, wurde nach ihrem Erstflug am 28. April 2010 als An-158 präsentiert. Optisch ist sie nicht nur durch ihre Maße mit 1,7 m verlängerter Kabine, sondern auch durch die Winglets von der An-148 unterscheidbar. Die aerodynamisch überarbeiteten Tragflächen sollen den Treibstoffverbrauch gegenüber der An-148 um neun Prozent senken. Inzwischen haben sich Bezeichnungen für die Versionen geändert. Die o. g. An-148-200, aus der die An-158 hervorging, firmiert jetzt als An-158-100, während die Versionen An-148-100A, W und E derzeit als An-148-201A, W und E bezeichnet werden (incl. unterschiedlicher Passagierkapazitäten und Reichweiten).
Die An-168 (An-168ABJ, Antonow Business Jet) bzw. An-148VIP, welche auf der Langstreckenversion An-148-300 basiert, wurde ebenfalls entworfen. Die An-168 unterscheidet sich vom Basismodell An-148-100 durch:
- die Installation eines zusätzlichen Treibstofftanks mit einer Kapazität von 470 kg, dadurch erhöht sich die Reichweite auf bis zu 7000 km bei 8–12 Passagieren – Layout „Elite“, ca. 6600 km bei 18 Passagieren und ca. 5300 km bei 38 Passagieren als „Corporate Shuttle“,
- die Installation von Winglets an den Enden der Flügel,
- den Einsatz von Verbundwerkstoffen zur Gewichtsreduzierung,
- die Installation einer Frontkamera, einem Highspeed-Internetzugangssystem und einem DVD/CD-System.[20] Der Bedarf wird von Antonow mit ca. 50 Exemplaren angegeben.[21]

Das russische Katastrophenschutzministerium setzt zwei An-148-100EM als MedEvac-Version ein. Neben 14 Sitzplätzen ist die Einrüstung von 8 Intensivbetten oder 24 Liegen möglich.
Eine für den Transport von 2 Standard-Seecontainern mit bis zu 15 Tonnen Gewicht bemessene Variante wurde 2010 als An-178 vorgestellt. Das Flugzeug besitzt einen vergrößerten Rumpfquerschnitt und eine Heckrampe. Am 7. Mai 2015 absolvierte der erste Prototyp seinen Jungfernflug.
Der Iran plant, die An-148 in Lizenz zu produzieren; dies wurde im Mai 2009 angekündigt.
Im Jahr 2013 wurde auf Grundlage der Langstreckenvariante An-148-300 eine geplante, bewaffnete Seefernaufklärer-/Patrouillenversion als An-148-300MP mit einer Reichweite von bis zu 7000 km bzw. 10 Stunden Einsatzdauer im Operationsgebiet vorgestellt. Eine AWACS-Version (An-148-300DRLV) wird für die ukrainischen Streitkräfte und den Export entworfen. Auch gibt es Überlegungen für eine ISR-Version (An-148-300ISR) und eine EW-Version (An-148-300EW).
Der Preis für eine An-148 oder An-158 liegt – je nach Ausführung – zwischen 24 und 30 Mio. US $.

## Flotte/Bestellungen

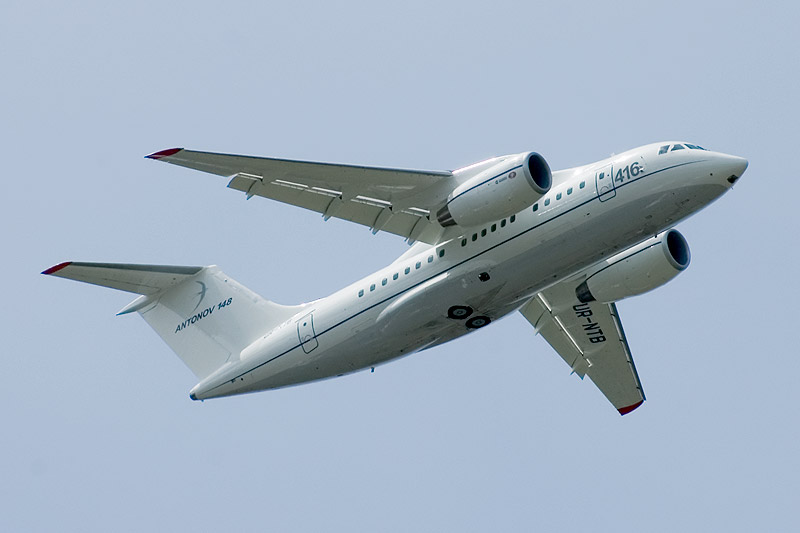
Antonow An-148W

| Staat     | gesamt | Fluggesellschaft         | aktiv | bestellt | Bemerkungen |
| --------- | ------ | ------------------------ | ----- | -------- | --- |
| Russland  | 33     | Luftstreitkräfte         | 15    |          | Lieferung letztes Lfz von OAK Woronesch 2018 |
| Russland  | 33     | Saratov Airlines         | 5     |          | ehem. 6 – 1 Verlust durch Flugunfall am 11. Februar 2018, bis Dez 2018 wurden 3 An-148 an Ilyushin Finance Co. für eine andere, noch unbekannte, Fluggesellschaft zurückgegeben |
| Russland  | 33     | SLO Rossija/EMERCOM/FSB  | 8     | 1        | |
| Russland  | 33     | Angara Airlines          | 5     |          | 2 von insolventer Polet Airlines übernommen |
| Iran      |        | HESA                     |       | 50       | Lizenzbau (als IrAn-148 bezeichnet) |
| Ukraine   | 4      |                          |       |          | |
| Ukraine   | 4      | Antonov Airlines         | 3     | 7        | davon 1 An-158 (UR-NTN) |
| Ukraine   | 4      | South Airlines           |       | 6        | Flugbetrieb 2013 eingestellt |
| Ukraine   | 4      | Illich-Avia              |       | 2        | |
| Ukraine   | 4      | Verteidigungsministerium | 1     | 3        | |
| Kuba      | 6      | Cubana                   | 6     |          | An-158 (z. Z. in der Lagerung) |
| Irak      |        | Verteidigungsministerium |       | 4        | |
| Syrien    |        | Syrian Air               |       | 10       | An-148 und An-158 (Lieferung eingefroren) |
| Nordkorea | 2      | Air Koryo                | 2     |          | |
| Bolivien  |        | Boliviana de Aviación    |       | 1        | |
| Gesamt    | 45     |                          |       |          | |

## Zwischenfälle
- Am 5. März 2011 startete eine An-148 (Luftfahrzeugkennzeichen 61708) in Woronesch zu einem Testflug mit sechs Personen an Bord, zwei davon Angehörige der Luftwaffe von Myanmar, für die die Maschine bestimmt war. Sie stürzte über der Oblast Belgorod ab, wobei alle sechs Insassen ums Leben kamen (siehe auch Flugunfall einer Antonow An-148 im Jahr 2011).[40][41]

- Am 11. Februar 2018 stürzte die An-148-100W (RA-61704) auf dem Weg von Moskau (Flughafen Moskau-Domodedowo (DME)) nach Orsk (OSW) kurz nach dem Start in der Nähe des Vororts Ramenskoje ab. Alle 71 an Bord befindlichen Personen, davon 65 Passagiere und 6 Besatzungsmitglieder, kamen dabei ums Leben. Ursache war das unterlassene Einschalten der Heizungen der Höhen- und Geschwindigkeitssensoren, woraufhin diese vereisten und es im Cockpit zu falschen Anzeigen kam (siehe auch Saratov-Airlines-Flug 703).[42][43][44]

## Technische Daten
| Kenngröße                                                               | Kenngröße               | An-148A                                    | An-148B                                    | An-148E                                    | An-148EA                                   | An-148EM                                   | An-148VIP/An-168                           | An-158A                                    | An-158W                                    |
| ----------------------------------------------------------------------- | ----------------------- | ------------------------------------------ | ------------------------------------------ | ------------------------------------------ | ------------------------------------------ | ------------------------------------------ | ------------------------------------------ | ------------------------------------------ | ------------------------------------------ |
| Länge                                                                   | Länge                   | 29,13 m                                    | 29,13 m                                    | 29,13 m                                    | 29,13 m                                    | 29,13 m                                    | 29,13 m                                    | 31,63 m                                    | 31,63 m                                    |
| Spannweite                                                              | Spannweite              | 28,91 m                                    | 28,91 m                                    | 28,91 m                                    | 28,91 m                                    | 28,91 m                                    | 28,91 m                                    | 28,91 m                                    | 28,91 m                                    |
| Höhe                                                                    | Höhe                    | 8,02 m                                     | 8,02 m                                     | 8,02 m                                     | 8,02 m                                     | 8,02 m                                     | 8,02 m                                     | 8,02 m                                     | 8,02 m                                     |
| Höchstgeschwindigkeit                                                   | Höchstgeschwindigkeit   | 720–820 km/h                               | 720–820 km/h                               | 720–820 km/h                               | 720–820 km/h                               | 720–820 km/h                               | 720–820 km/h                               | 720–820 km/h                               | 720–820 km/h                               |
| Startgewicht (MTOW)                                                     | Startgewicht (MTOW)     | 38.950 kg                                  | 41.950 kg                                  | 43.700 kg                                  | ?                                          | ?                                          | ?                                          | 43.700 kg                                  | 43.700 kg                                  |
| Landegewicht (MLW)                                                      | Landegewicht (MLW)      | 37.800 kg                                  | 37.800 kg                                  | 37.800 kg                                  | 37.800 kg                                  | 37.800 kg                                  | 37.800 kg                                  | 38.800 kg                                  | 38.800 kg                                  |
| Zuladung (MPL)                                                          | Zuladung (MPL)          | 9.000 kg                                   | 9.000 kg                                   | 9.000 kg                                   | 9.000 kg                                   | 9.000 kg                                   | 9.000 kg                                   | 9.800 kg                                   | 9.800 kg                                   |
| Treibstoffvorrat (MFW)                                                  | Treibstoffvorrat (MFW)  | 11.900 kg                                  | 11.900 kg                                  | 11.900 kg                                  | 11.900 kg                                  | 11.900 kg                                  | 11.900 kg                                  | 11.900 kg                                  | 11.900 kg                                  |
| Reichweite                                                              | max.                    | 2.200 km                                   | 3.600 km                                   | 4.400 km                                   | 4.800 km                                   | 4.700 km                                   | 5.300–7.000 km                             | 2.200 km                                   | 3.500 km                                   |
| Reichweite                                                              | 89/99 pax               | 1.200 km                                   | 2.600 km                                   | 3.500 km                                   | ?                                          | ?                                          | ?                                          | 2.500 km                                   | 2.500 km                                   |
| Reichweite                                                              | 79/89 pax               | 1.910 km                                   | 3.250 km                                   | 3.950 km                                   | ?                                          | ?                                          | ?                                          | 3.100 km                                   | 3.100 km                                   |
| Dienstgipfelhöhe                                                        | Dienstgipfelhöhe        | 12.200 m                                   | 12.200 m                                   | 12.200 m                                   | 12.200 m                                   | 12.200 m                                   | 12.200 m                                   | 11.600 m                                   | 11.600 m                                   |
| Passagiere (pax)                                                        | Passagiere (pax)        | 75–92                                      | 75–92                                      | 75–92                                      | 5/12/20                                    | 14/8 o. 24                                 | 8–40                                       | 99–102                                     | 99–102                                     |
| Cockpitbesatzung                                                        | Cockpitbesatzung        | 2                                          | 2                                          | 2                                          | 2                                          | 2                                          | 2                                          | 2                                          | 2                                          |
| Startbahnlänge                                                          | Startbahnlänge          | 1600 m                                     | 1800 m                                     | 1900 m                                     | ?                                          | ?                                          | ?                                          | 1900 m                                     | 1900 m                                     |
| Kerosinverbrauch je Std                                                 | Kerosinverbrauch je Std | 1550 bis 1650 kg                           | 1550 bis 1650 kg                           | 1550 bis 1650 kg                           | 1550 bis 1650 kg                           | 1550 bis 1650 kg                           | 1550 bis 1650 kg                           | 1550 bis 1650 kg                           | 1550 bis 1650 kg                           |
| Antrieb                                                                 | Antrieb                 | 2 Progress-D-436-148-Mantelstromtriebwerke | 2 Progress-D-436-148-Mantelstromtriebwerke | 2 Progress-D-436-148-Mantelstromtriebwerke | 2 Progress-D-436-148-Mantelstromtriebwerke | 2 Progress-D-436-148-Mantelstromtriebwerke | 2 Progress-D-436-148-Mantelstromtriebwerke | 2 Progress-D-436-148-Mantelstromtriebwerke | 2 Progress-D-436-148-Mantelstromtriebwerke |
| Das kyrillische Suffix „B“ bei An-148B wird original „W“ ausgesprochen. |                         |                                            |                                            |                                            |                                            |                                            |                                            |                                            |                                            |